# 明知町
明知町（あけちちょう）は、かつて岐阜県恵那郡にあった町である。現在の恵那市明智町、かつての恵那郡明智町の中心部に該当する。
江戸時代に旗本明知遠山氏の明知陣屋の陣屋町として、また中馬街道脇道の宿場町として発展。明治・大正期は養蚕・製糸産業で栄え、恵那郡南部の中心地であった。
大正時代の西洋文化の影響を受けた当時の建造物が現在も多く残っており、それらを生かしたのが現在の日本大正村である。
現在も明知鉄道明知線など、明智町に「明知」の名が多いのは、この明知町に由来する。

## 大字・字
- 大字:明知
- 字:大庭、大柳、折戸、藤の木、荒井、新地、十日市場、向町、徳平、石坪、新町、久後、七つ久後、瀧坂、ほちケ洞、こめかみ、徳間、落合、井の切、八斗蒔、両家、後山、砥堀、矢伏、川平、大小屋、大久手、片平、和合、渚の鼻、萬ケ洞、上平、城山、古町、竹の内、法明、小斗、鳳の草、大眞菰、正住地、月郡、石原田、小畑、宮町、森下、本町
- 大字:東方
- 字:上馬木、下馬木、馬木洞、馬木坂、東洞、西ケ洞、井戸川、前田、一色、一色洞、もろや、白山、大丸山、黍平、上平、大屋敷、森下、岩崎、入山、根羽子、下田、下畑、松久保、やごと、荒井、上の段、源内、左源内、右源内、矢田海戸、薮下、松原、道下、道上、宇塚、宮の前、向田、井戸畑、田中、七つ田、井の口、大場戸、番丈、岩崎、堂ケ洞、宇藤、西田、苅山、そら、二本木、下山、羽口、大下、瀧の元、堂の前、上向、内海戸、竹の下、竹の口、石畑、淵ケ平、小屋洞、かやの、中島、坂の下、山の神上、小竹、山口、そと田、上の入
- 大字:野志
- 字:長根、通り澤、井の入、戸澤、畑田平、仲田、大平、林之越、植平、荒槇、彌勒前、大洞、下り松、坪崎、袖破
- 大字:杉野
- 字:中島、日影日、上貝戸、道合、向田、長久保、大平、花柄、花柄新田、瀧坂、岩原、霜屋、防ケ平、山中、中田、傍示松、長洞、上山地、下山地、柳ケ下、黒澤、下田、岩曾、八澤、馬坂田、袖破、洞田、大下、後田、芳原、縄手、森前、二本松

## 歴史
- 平安時代より美濃国遠山荘手向郷の一部。
- 1185年（文治元年）後に鎌倉幕府の有力な御家人となった加藤景廉が源頼朝より遠山荘を与えられ地頭となる。
- 1247年（宝治元年） - 加藤景廉の孫で、明知遠山氏の始祖・遠山三郎兵衛景重が明知城(白鷹城)を築く。
- 1615年（元和元年） - 一国一城令により明知城は廃城される。遠山方景（旗本明知遠山氏）が明知陣屋を築く。版籍奉還まで明知遠山氏の知行所であった。
- 1889年（明治22年）7月1日 - 町村制施行により明知町となる。
- 1897年（明治30年）4月1日 - 明知町、野志村、杉野村、東方村が合併して明知町となる。
- 1905年（明治38年）7月1日 - 明知町の一部（旧・野志村、杉野村、東方村）が静波村として分立する。
- 1954年（昭和29年）7月1日 - 明知町と静波村が合併して明智町となる。

## 教育
- 明知町立明知小学校（現・恵那市立明智小学校）
- 明知町吉田村静波村学校組合立恵南中学校（1954年に明智町立明智中学校に改称。現・恵那市立明智中学校）
- 岐阜県立恵南高等学校。（1967年に岐阜県立明智商業高等学校に改称）[3]

## 交通機関
- 明知鉄道
  - 明智駅（明知鉄道転換前は「明知駅」）
- 国鉄バス （1986年11月廃止）
  - 中馬線
  - 恵那線

## 史跡
- 明知城跡
- 明知陣屋跡

## 神社・仏閣
- 龍護寺
- 観音寺
- 安住寺
- 八王子神社
- 若一王子神社

## その他
- 旧・明知町役場の建物は現存し、日本大正村の大正村役場として使用されている。